# Stanislav Grof

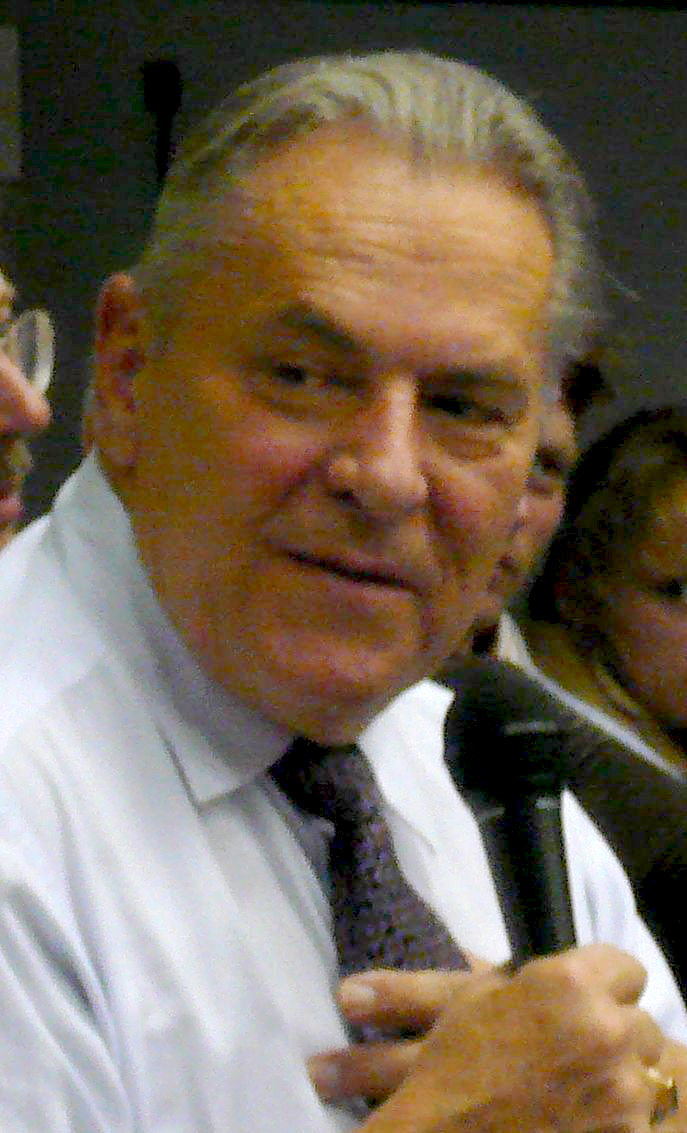
Stanislav Grof

Stanislav Grof (Praag, 1 juli 1931) is een van oorsprong Tsjechische bewustzijnsonderzoeker, psychotherapeut en psychiater.

## Werkzaamheden
Hij was, samen met Abraham Maslow en Anthony Sutich, mede-founding father van de transpersoonlijke psychologie, die – als uitbreiding van de humanistische – ook ruimte biedt aan ervaringen van religieuze en spirituele aard. Hij geldt als een van de grootste autoriteiten op het gebied van LSD-psychotherapie, en heeft gedurende de laatste vijf decennia een zeer uitgebreid methodologisch en kentheoretisch referentiekader ontwikkeld, waarin ook de meest uiteenlopende en extreme ervaringen die door de dominante – voornamelijk op symptoombestrijding gerichte – psychiatrie doorgaans worden ontkend dan wel gepathologiseerd, een plaats hebben gevonden.
Met name in zijn in 1985 verschenen hoofdwerk Beyond the Brain - Birth, Death and Transcendence in Psychotherapy heeft hij de contouren geschetst van een volledig nieuwe psychologie die tevens recht doet aan de veranderde (en nog steeds veranderende) inzichten met betrekking tot de structuur van de werkelijkheid en de aard van het menselijk bewustzijn.
Stanislav Grof is met name bekend geworden vanwege zijn vroege onderzoeken (1956-1967) naar LSD en de effecten ervan op de menselijke psyche, het terrein van de psychedelische psychotherapie.
Grof ontwikkelde in de loop der jaren een conceptueel raamwerk voor een pre- en perinatale psychologie, en een transpersoonlijke psychologie waarin LSD-ervaringen en andere krachtige emotionele ervaringen op perinataal, biografisch en transpersoonlijk niveau worden gerelateerd aan vier zogenaamde perinatale basismatrices (BPM I, II, III en IV) met "COEX"-systemen ("systems of condensed experience") als algemeen organiserende principes die – al dan niet traumatische – ervaringen, herinneringen en fantasieën met een soortgelijke emotionele of energetische lading met elkaar verbinden.
In de loop der tijd wist Grof op basis van tientallen jaren intensief klinisch onderzoek eveneens een zeer uitgebreide en complete cartografie van de diepere menselijke psyche te ontwikkelen, die zich mede onder invloed van het werk van andere transpersoonlijke pioniers zoals bijvoorbeeld Richard Tarnas, Christopher Bache en Ken Wilber nog steeds verder ontwikkelt.
Nadat in oktober 1966 LSD op de lijst van verboden middelen kwam te staan, ontwikkelde hij een drugvrije, op ademhaling gebaseerde techniek waarmee deze bewustzijnstoestanden in een veilige en beschutte omgeving eveneens kunnen worden geëxploreerd, het zogenaamde Holotropic Breathwork.
Op 5 oktober 2007 werd hij in Praag voor zijn levenswerk met de VISION 97-prijs van de Dagmar en Václav Havel Stichting onderscheiden.
Vier van Stanislav Grofs boeken verschenen in het Nederlands: 'Geboorte, dood en transcendentie' (vertaling van 'Beyond the Brain', in 1987 uitgegeven door Lemniscaat), 'Op de drempel van het leven' (vertaling van 'Auf der Schwelle zum Leben', in 1990 uitgegeven door Kosmos), 'Reizen door de geest' (vertaling van 'The Holotropic Mind', in 1994 uitgegeven door Servire/Kosmos) en 'De nieuwe psychologie - inzichten uit hedendaags bewustzijnsonderzoek' (vertaling van 'Psychology of the Future', in 2010 uitgegeven door Caduceus Mercurius).

## Secundaire literatuur (selectie)
- Bruce W. Scotton, Allan B. Chinen, and John R. Battista (eds.), Textbook Of Transpersonal Psychiatry And Psychology. New York, 1996.
- Brant Cortright, Psychotherapy And Spirit – Theory And Practice In Transpersonal Psychotherapy. Albany, 1997.
- Charles T. Tart (ed.), Altered States Of Consciousness (verzamelbundel, diverse edities sinds 1968).
- Christopher M. Bache, Dark Night, Early Dawn – Steps to a Deep Ecology of Mind. Albany, 2000.
- Christopher M. Bache, The Living Classroom – Teaching and Collective Consciousness. Albany, 2008.
- Richard Tarnas, The Passion of the Western Mind. New York, 1991.
- Richard Tarnas, Cosmos and Psyche: Intimations of a New World View. New York, 2006.
- Ingo Benjamin Jahrsetz, Holotropes Atmen – Psychotherapie und Spiritualität. Stuttgart, 1999.
- Patrick Baudin & Marie Tora, La Respiration Holotropique – Vers une conscience élargie de soi-même et du monde. Barret-Le-Bas, 1995.
- Kylea Taylor (ed.), Exploring Holotropic Breathwork – Selected Articles from a Decade of the Inner Door. Santa Cruz, 2003.
- Kylea Taylor, The Breathwork Experience – Exploration and Healing in Nonordinary States of Consciousness. Santa Cruz, 1994.